# Farid Char
Farid Char Abdala (Santa Cruz de Lorica, 31 de julio de 1939-Barranquilla, 28 de junio de 2017) fue un empresario, director y dirigente deportivo colombiano de origen sirio.
Fue fundador de los Caimanes de Barranquilla y de la Organización Radial Olímpica.

## Biografía
Farid Char fue hijo de Ricardo Char Zaslawy un comerciante sirio y hermano de Fuad Char se radicó en Barranquilla desde 1955 con sus padres y seis hermanos: Fuad, Jabib, Ricardo, Simón, Mary y Miguel. Fue fundador de la Organización Radial Olímpica al comprarle al empresario Franco Bosa la emisora Radio Regalos 1340 a. m. y cambiarle el nombre por Radio Olímpica.
También se desempeñó como dirigente deportivo e impulsor de los equipos Caimanes, de béisbol y baloncesto en Barranquilla. Desde joven hizo grabaciones con destacadas agrupaciones como las del maestro Pacho Galán, Lucho Better, Nelson Pinedo, El trío Serenata de Rafael Mejía, entre otras. En su papel como empresario trajo a grandes estrellas de la música latinoamericana a Barranquilla, entre ellos los brasileños Roberto Carlos y Nelson Ned, los cubanos Rolando Laserie, Celio González y el conjunto Caney, y el Gran Combo de Puerto Rico. Falleció en una clínica de Barranquilla tras sufrir complicaciones cardiacos.